# Orogenesi ercinica

Localizzazione della Catena Ercinica durante il Carbonifero. Per chiarezza sono mostrate anche le attuali linee costiere, segnate in grigio.

Struttura geologica della Catena Ercinica in Europa occidentale. I Massicci Ercinici (colorati) sono le zone di affioramento orogenetico di rocce e strutture.

L'orogenesi ercinica, o  orogenesi varisica, è il processo che ha contribuito alla formazione delle montagne europee in seguito alla collisione continentale, avvenuta nel carbonifero tra i continenti Laurussia, Armorica, e il Gondwana.
Recentemente con la dizione varisico ci si riferisce al periodo di formazione orogenetica compreso tra 380 e 280 milioni di anni fa, e in qualche pubblicazione il termine è adottato per eventi deformativi ancora più recenti e non collegati alla collisione tra Laurasia e Gondwana.
Trae il proprio nome da quello della Selva Ercinia.

## Etimologia
Il termine varisico deriva dal nome latino medievale della regione Variscia, l'area di origine della tribù germanica dei Varisci, e fu coniato nel 1880 dal geologo austriaco Eduard Suess. Anche il raro minerale Variscite, scoperto nel Vogtland, un distretto della Sassonia, in Germania, ha la stessa etimologia. L'attributo ercinico deriva invece dal nome della Foresta Ercinia, l'immensa distesa boscosa che copriva la parte centrale dell'attuale Germania. 
Entrambe le denominazioni furono introdotte in riferimento alle direzioni di assestamento delle deformazioni orogenetiche, la varisica per la direzione sudovest-nordest e l'ercinica per la sudest-nordest. Lo scorrimento varisico si applica alla direzione delle linee di piega dei più antichi affioramenti che attraversano la Germania e i paesi adiacenti, e la terminologia fu estesa dalla direzione alla linea di piega vera e propria. Uno dei pionieri di questi studi fu il geologo tedesco Franz Kossmat, che introdusse nel 1927 una suddivisione tuttora valida di queste formazioni.
Anche per la direzione ercinica, riferita alla catena montuosa dell'Harz, in Germania, si è avuto lo stesso spostamento di significato e oggi i due termini sono diventati praticamente dei sinonimi, con il varisico maggiormente utilizzato in ambiente tedesco. Negli USA la terminologia è riferita solo alla componente europea della fase orogenetica che ha dato luogo in Nord America alla contemporanea formazione dei Monti Appalachi. 

## Distribuzione

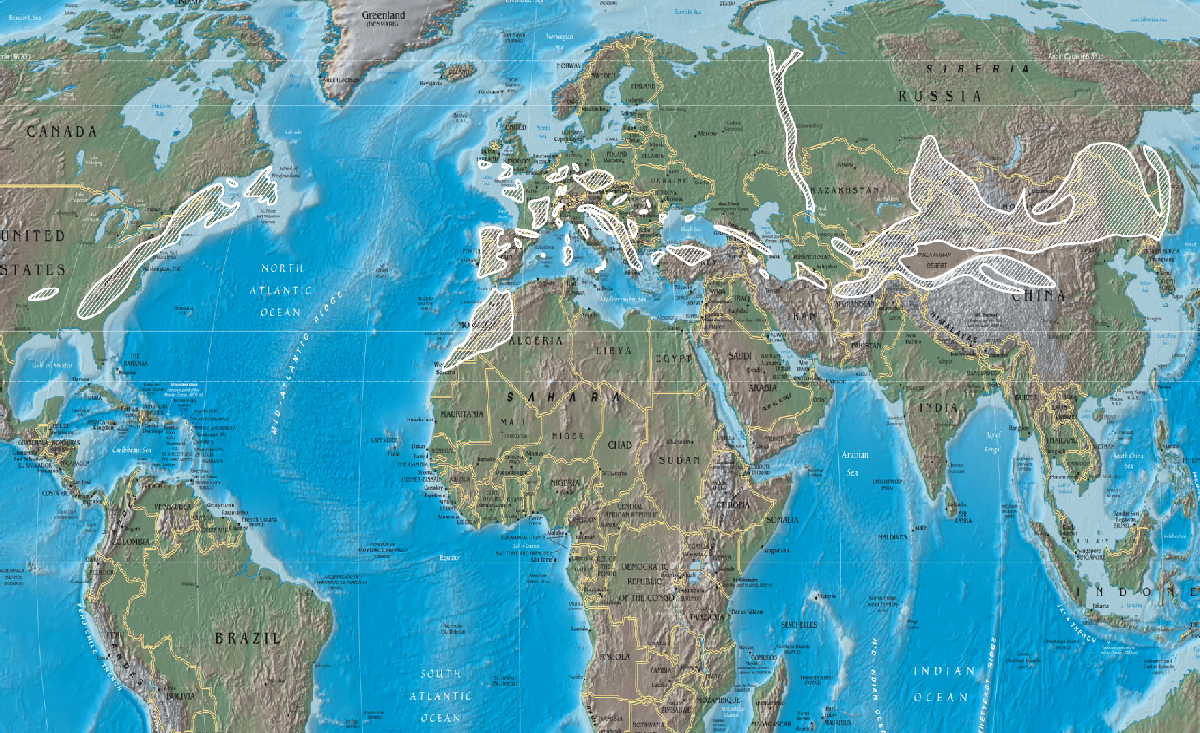
Distribuzione delle orogenie con età assimilabile all'orogenesi ercinica (ombreggiata).

La cintura ercinica europea e nordamericana comprende massicci cristallini del Portogallo, della Spagna occidentale (Galizia), del sudovest dell'Irlanda (Munster), della Cornovaglia, Devon, Pembrokeshire, Penisola di Gower e Vale of Glamorgan. In Francia è visibile nella Bretagna, al di sotto del bacino parigino fino alle Ardenne, nel Massiccio Centrale, nei Vosgi e in Corsica. In Italia riguarda la Sardegna, la Calabria, parte della Sicilia e alcuni settori delle Alpi Carniche in Friuli Venezia Giulia, mentre in Germania comprende il Massiccio Renano, le Ardenne, l'Eifel, i Taunus, la Foresta Nera e i monti Harz. Il Massiccio Boemo, tra la Repubblica Ceca e la Polonia, funge da confine orientale della cintura deformativa ercinica europea. Altre deformazioni erciniche meridionali sono parzialmente occultate e ricoperte dall'orogenesi alpina. Nelle Alpi, un sottostante nucleo ercinico è presente nel Massiccio dell'Aar e del Monte Bianco, mentre le catene montuose Dinariche, greche e turche rappresentano il confine sudoccidentale del varisico.
Il varisico europeo fu contemporaneo all'orogenesi Acadiana e Allegheniana negli Stati Uniti, che portò alla formazione dei Monti Ouachita e degli Appalachi e di altre catene montuose nel New England, in Nuova Scozia e nel Labrador. La Meseta del Marocco e i monti dell'Anti Atlante nell'Africa nordoccidentale mostrano strette correlazioni con i Monti Appalachi di cui rappresentavano il margine orientale prima dell'apertura dell'Oceano Atlantico settentrionale durante il Giurassico.
Anche gli Urali, il Pamir e il Tien Shan sono attribuibili all'orogenesi ercinica.